# Sarádi Zsolt
Sarádi Zsolt (Debrecen, 1977. július 21. –) magyar színművész.

## Pályája
1999-ben végzett a Színház- és Filmművészeti Főiskolán Máté Gábor és Horvai István osztályában. A főiskola után a Szegedi Nemzeti Színházhoz szerződött, majd 2003-2010 között a Vígszínház tagja. 
2010-től szabadúszó, szerepelt a Vígszínház több előadásában is. 2020-tól a székesfehérvári Vörösmarty Színház színésze.

## Filmes és televíziós szerepei
- Napszállta (2018)
- 200 első randi (2018) ... Várkonyi Zsolt
- Drága örökösök (2019–2020) ... Mahics Igor
- Ítélet és kegyelem (2021) ... Zsoldos Mihály
- Keresztanyu (2022) ... Topolisz
- Drága örökösök – A visszatérés (2023) ... Mahics Igor
- Pokoli rokonok (2025) ...jóvágású szomszéd

## Szinkronszerepei
- A kiválasztottak – Jack (Jeffrey Pierce)
- Az éden titkai – Stelios (Yorgos Nanouris)
- Az ellenállás városa – Tommy LaSalle (Dewshane Williams)
- Az Igazság Ligája a Bizarro Liga ellen – Batman, Batzarro (Troy Baker)
- Az Igazság Ligája – Batman és Halálcsapás – Batman (Troy Baker)
- Az Igazság Ligája – Kozmikus küzdelem – Batman (Troy Baker)
- Az óceán szíve – Juan de Salazar (Hugo Silva)
- Banshee – Albino (Joseph Gatt)
- Hősakadémia – All Might (https://hu.m.wikipedia.org/w/index.php?title=Kenta_Miyake&action=edit&redlink=1)
- Brooklyn 99 – Nemszázas körzet – Terry Jeffords őrmester (Terry Crews)
- Csernobil – Mihail (Michael Socha)
- Éghasadás – John Pope (Colin Cunningham)
- Firka Villa – Hős Kapitány (Jess Harnell)
- Gátlástalanok – Clyde Oberholt (Ben Schwartz)
- Halálbiztos diagnózis – Steve Sloan (Barry Van Dyke)
- Kacsamesék – Kvák kapitány (Beck Bennett)
- Ki vagy, doki? – fedélzetmester (A fekete folt átka) (Lee Ross); Manton ezredes (Egy jó ember hadba száll) (Danny Sapani)
- Korra legendája – Yakone (Clancy Brown); Tonraq (James Remar); Vaatu (Jonathan Adams)
- Különleges mentőalakulat – Jordan Zwitkowski (Daniel Amalm)
- Miraculous – Katicabogár és Fekete Macska kalandjai – Halálfej (Le Papillion) (Antoine Tomé (francia)/Keith Silverstein (angol))
- New York-i nyomozók – Luisito Calderon nyomozó (Kirk Acevedo)
- Préda – Mac – Logan Marshall-Green
- Rush – A hajsza – Charlie Lewis (Antony Starr)
- Sherlock – Greg Lestrade felügyelő (Rupert Graves)
- Válás – Sebastian (Jorge Chapa)
- Egyiptom istenei – Széth – Gerard Butler
- A csillag – thaddeus – Ving Rhames
- Hősakadémia Yagi Toshinori / All Might
- Batman of the Future: Joker visszatér: Bruce Wayne